# Brightest Blue
Albums de Ellie Goulding
Delirium
(2015)
Singles
1. Close to Me
Sortie : 24 octobre 2018
2. Flux
Sortie : 1er mars 2019
3. Hate Me
Sortie : 26 juin 2019
4. Worry About Me
Sortie : 13 mars 2020
5. Power
Sortie : 21 mai 2020
6. Slow Grenade
Sortie : 30 juin 2020

Brightest Blue est le quatrième album d'Ellie Goulding, qui est sorti le 17 juillet 2020.

## Développement

### Vers l'arrivée d'un nouvel album
En janvier 2017, Ellie Goulding a annoncé que le projet sur son nouvel album avait commencé. 
En avril 2017, le producteur BloodPop (Michael Tucker) a révélé sur les réseaux sociaux qu'il était en studio avec Ellie Goulding. Ce même mois, cette dernière a publié une collaboration avec Kygo sur le single intitulée First Time.
Le 24 octobre 2018, elle sort le single Close to Me avec Diplo et Swae Lee. Elle a déclaré à The Guardian au début d'année 2019: « C'est beaucoup écrit par moi ». Elle a ensuite discuté de trois nouvelles chansons : Flux, Love I'm Given et Electricity.
En juillet 2019, Ellie Goulding a déclaré que son prochain single à paraître serait les chansons Woman I Am et Start.
En novembre 2019, elle a publié son interprétation de la chanson de Noël de Joni Mitchell : River, qui est arrivée en tête du UK Singles Chart, devenant son troisième single numéro un au Royaume-Uni et la dernière chanson numéro un au Royaume-Uni des années 2010.
Dans une interview de mars 2020 avec Heart, Ellie Goulding a révélé que l'album "se présente en deux parties", ajoutant qu'elle joue de la guitare, de la basse et du piano sur ce projet. Lors d'une apparition dans l'émission américaine The Late Late Show avec James Corden, elle a décrit l'album comme ayant deux côtés, révélant que le premier côté comportera des chansons entièrement écrites par elle, tandis que le second est décrit comme étant "comme un alter ego" et contient la majorité des singles sortis de 2018 à 2020.

### Titres publiées
Le 13 mars 2020, Ellie Goulding a sorti le single Worry About Me, une collaboration avec Blackbear, en tant que premier single de l'album,. Le clip vidéo d'accompagnement, réalisé par Emil Nava, est sorti le même jour. À la sortie de la chanson, elle a reçu des critiques généralement positives des critiques de musique,. Commercialement, la chanson a fait ses débuts au numéro 78 sur le UK Singles Chart.
Le 21 mai 2020, le single Power est sorti en tant que deuxième single de l'album,. Le clip vidéo d'accompagnement a été réalisé par Imogen Snell et Riccardo Castano, et a été publié plus tard le même jour. Le titre s'est classé 86è au Royaume-Uni.
Le titre Slow Grenade est sorti en tant que troisième single de l'album le 30 juin 2020.

## Sorties et promotions
Le 27 mai 2020, Ellie Goulding a annoncé Brightest Blue comme titre de l'album, avec sa pochette, les dates et formats de sortie et la liste des titres. La pré-commande de l'album a été faite parallèlement à l'annonce. Le premier côté de Brightest Blue comprend 13 titres au total, tandis que le second EG.0 contient les précédents titres Close to Me, Hate Me et Worry About Me, ainsi que deux nouveaux titres.

## Titres de l'album
| Brightest Blue - Édition standard A | Brightest Blue - Édition standard A    | Brightest Blue - Édition standard A                                                                    | Brightest Blue - Édition standard A         | Brightest Blue - Édition standard A | Brightest Blue - Édition standard A | Brightest Blue - Édition standard A | Brightest Blue - Édition standard A | Brightest Blue - Édition standard A | Brightest Blue - Édition standard A |
| No                                  | Titre                                  | Auteur                                                                                                 | Producteur                                  | Durée                               |                                     |                                     |                                     |                                     |                                     |
| ----------------------------------- | -------------------------------------- | --- | ------------------------------------------- | ----------------------------------- | ----------------------------------- | ----------------------------------- | ----------------------------------- | ----------------------------------- | ----------------------------------- |
| 1.                                  | Start (featuring serpentwithfeet (en)) | Ellie Goulding, Joseph Kearns, Maxwell Cooke, Jonathan Josiah Wise (en)                                | Joseph Kearns                               | 5:07                                |                                     |                                     |                                     |                                     |                                     |
| 2.                                  | Power                                  | Ellie Goulding, Jamie Scott, Jonathan Coffer (en), David Frank Paich, Lucy Taylor, Nicholas James Gale | Jamie Scott, Jonathan Coffer                | 3:11                                |                                     |                                     |                                     |                                     |                                     |
| 3.                                  | How Deep Is Too Deep                   | Ellie Goulding, Joseph Kearns, Finlay Dow-Smith (en)                                                   | Joseph Kearns, Starsmith                    | 3:25                                |                                     |                                     |                                     |                                     |                                     |
| 4.                                  | Cyan                                   | Ellie Goulding, Joseph Kearns, Jim Eliot (en), Finlay Dow-Smith                                        | Joseph Kearns, Jim Eliot, Finlay Dow-Smith  | 0:57                                |                                     |                                     |                                     |                                     |                                     |
| 5.                                  | Love I'm Given                         | Ellie Goulding, Joseph Kearns, Jim Eliot                                                               |                                             | 3:59                                |                                     |                                     |                                     |                                     |                                     |
| 6.                                  | New Heights                            | Ellie Goulding, Patrick Wimberly (en), Joseph Kearns, Maxwell Cooke                                    | Joseph Kearns, Patrick Wimberly             | 4:12                                |                                     |                                     |                                     |                                     |                                     |
| 7.                                  | Ode to Myself                          | Ellie Goulding, Joseph Kearns                                                                          | Joseph Kearns                               | 1:51                                |                                     |                                     |                                     |                                     |                                     |
| 8.                                  | Woman                                  | Ellie Goulding, Eli Teplin, Tobias Jesso Jr., Christopher Stacey                                       | Joseph Kearns, Finlay Dow-Smith, Eli Teplin | 3:47                                |                                     |                                     |                                     |                                     |                                     |
| 9.                                  | Tides                                  | Ellie Goulding, Joseph Kearns, Finlay Dow-Smith                                                        | Finlay Dow-Smith                            | 3:51                                |                                     |                                     |                                     |                                     |                                     |
| 10.                                 | Wine Drunk                             | Ellie Goulding, Joseph Kearns                                                                          | Joseph Kearns                               | 0:48                                |                                     |                                     |                                     |                                     |                                     |
| 11.                                 | Bleach                                 | Ellie Goulding, Joseph Kearns                                                                          | Joseph Kearns, Patrick Wimberly             | 3:17                                |                                     |                                     |                                     |                                     |                                     |
| 12.                                 | Flux                                   | Ellie Goulding, Joseph Kearns, Jim Eliot                                                               | Joseph Kearns, Jim Eliot                    | 3:50                                |                                     |                                     |                                     |                                     |                                     |
| 13.                                 | Brightest Blue                         | Ellie Goulding, Joseph Kearns, Jim Eliot                                                               | Joseph Kearns, Jim Eliot                    | 4:49                                |                                     |                                     |                                     |                                     |                                     |
| 42:34                               |                                        | |                                             |                                     |                                     |                                     |                                     |                                     |                                     |

| Brightest Blue - Édition standard B (EG.0) | Brightest Blue - Édition standard B (EG.0) | Brightest Blue - Édition standard B (EG.0) | Brightest Blue - Édition standard B (EG.0)                           | Brightest Blue - Édition standard B (EG.0) | Brightest Blue - Édition standard B (EG.0) | Brightest Blue - Édition standard B (EG.0) | Brightest Blue - Édition standard B (EG.0) | Brightest Blue - Édition standard B (EG.0) | Brightest Blue - Édition standard B (EG.0) |
| No                                         | Titre                                      | Auteur | Producteur                                                           | Durée                                      |                                            |                                            |                                            |                                            |                                            |
| ------------------------------------------ | ------------------------------------------ | --- | -------------------------------------------------------------------- | ------------------------------------------ | ------------------------------------------ | ------------------------------------------ | ------------------------------------------ | ------------------------------------------ | ------------------------------------------ |
| 1.                                         | Overture                                   | James Wyatt | James Wyatt, Joseph Kearns                                           | 1:17                                       |                                            |                                            |                                            |                                            |                                            |
| 2.                                         | Worry About Me (featuring Blackbear)       | Ellie Goulding, Savan Kotecha, Ilya Salmanzadeh (en), Peter Svensson (en), Matthew Musto                                                             | Ilya Salmanzadeh                                                     | 2:59                                       |                                            |                                            |                                            |                                            |                                            |
| 3.                                         | Slow Grenade (featuring Lauv)              | Ellie Goulding, Joseph Kearns, Ari Staprans Leff, Brett McLaughlin, Oscar Görres (en)                                                                | Joseph Kearns, Oscar Görres                                          | 3:37                                       |                                            |                                            |                                            |                                            |                                            |
| 4.                                         | Close to Me (featuring Diplo et Swae Lee)  | Ellie Goulding, Thomas Wesley Pentz, Savan Kotecha, Ilya Salmanzadeh, Peter Svensson, Khalif Brown                                                   | Thomas Wesley Pentz, Ilya Salmanzadeh, Wll Grands, Alvaro            | 3:02                                       |                                            |                                            |                                            |                                            |                                            |
| 5.                                         | Hate Me (featuring Juice Wrld)             | Ellie Goulding, Brittany Hazzard (en), Andrew Wotman, Stefan Johnson (en), Jordan Johnson (en), Marcus Lomax (en), Jason Evigan (en), Jarrad Higgins | Andrew Watt, The Monsters & Strangerz (en), Jason Evigan, Gian Stone | 3:06                                       |                                            |                                            |                                            |                                            |                                            |
| 14:01                                      |                                            | |                                                                      |                                            |                                            |                                            |                                            |                                            |                                            |

## Historique de sorties
| Région | Date            | Format                                                               | Label                 | Références |
| ------ | --------------- | -------------------------------------------------------------------- | --------------------- | ---------- |
| Monde  | 17 juillet 2020 | Box set, cassette audio, CD, téléchargement digital, LP ou streaming | Polydor               | ,          |
| Japon  | 19 août 2020    | CD                                                                   | Universal Music Japon | [ 22 ]     |